# Клетиково
Клетиково (карел. Kletkova) — деревня в Борковском сельском поселении Бежецкого района Тверской области России.

## География
Расположена южнее деревни Старый Борок, восточнее Клетиково находится большой водоём.

## Население
| 2008 | 2010 |
| ---- | ---- |
| 0    | →0   |